# ألان روبرت فيليبس
ألان روبرت فيليبس (بالإنجليزية: Allan Robert Phillips) هو عالم نبات وعالم طيور أمريكي، ولد في 25 أكتوبر 1914 في نيويورك في الولايات المتحدة، وتوفي في 26 يناير 1996 في سان نيكولاس دي لوس غارزا في المكسيك بسبب سرطان.